# Morales (Guatemala)
Pour les articles homonymes, voir Morales.
Morales est une ville du département d'Izabal au Guatemala.
La municipalité fut fondée en 1920.